# Freeport-McMoRan
Freeport-McMoRan Inc. (FMCG), spesso chiamata solo Freeport, è uno dei più grandi produttori di rame e oro al mondo.

## Storia
Con sede presso il Freeport-McMoRan Center a Phoenix, in Arizona, Freeport è il più grande produttore al mondo di rame e molibdeno. La società, che possiede anche la PT Freeport Indonesia, la PT Irja Eastern Minerals e l'Atlantic Copper, in origine aveva sede a New Orleans, in Louisiana, ma dall'acquisto di Phelps Dodge nel 2007 ha cambiato sede.